# Jordan Fry
Paul Jordan Fry (Spokane, 7 de junio de 1993) es un actor estadounidense.

## Vida privada
Fry nació en Spokane, Washington. Sus padres son Paul Fry y Christine, y tiene una hermana, Rachel, y un hermano, Joshua. En la actualidad asisten a la Davis High School, en Yakima, WA y al contrario que su personaje Mike Teavee, está muy involucrado en los deportes, como jugar en el equipo de fútbol de la escuela y los equipos de buceo, y también está muy involucrado en equipos de fútbol alrededor del área. Sin embargo, como la mayoría de los niños, disfruta de los videojuegos y la televisión.

## Carrera
Fry hizo su debut cinematográfico en la película independiente de 2003 Raising Flagg, antes de participar en la película de Tim Burton Charlie y la fábrica de chocolate, interpretando al personaje de Mike Teavee. Su siguiente papel fue en la película de dibujos animados Meet the Robinsons, para la que prestó la voz, junto con Daniel Hansen, para Lewis.

## Filmografía
| Año  | Película                          | Personaje    | Notas                                     |
| ---- | --------------------------------- | ------------ | ----------------------------------------- |
| 2003 | Raising Flagg                     | Porter Purdy | La película nunca tuvo un estreno general |
| 2005 | Charlie y la fábrica de chocolate | Mike Teavee  |                                           |
| 2006 | Counter-Fit                       | Clarence     |                                           |
| 2007 | Meet the Robinsons                | Lewis        | Voz                                       |
| 2012 | Gone                              | Jock         |                                           |